# 伊犁乌头
伊犁乌头（学名：Aconitum talassicum var. villosulum）为毛茛科乌头属下的一个变种。

## 扩展阅读
- 維基物種上的相關：伊犁乌头